# Ministerium für Ökologie und Umwelt der Volksrepublik China

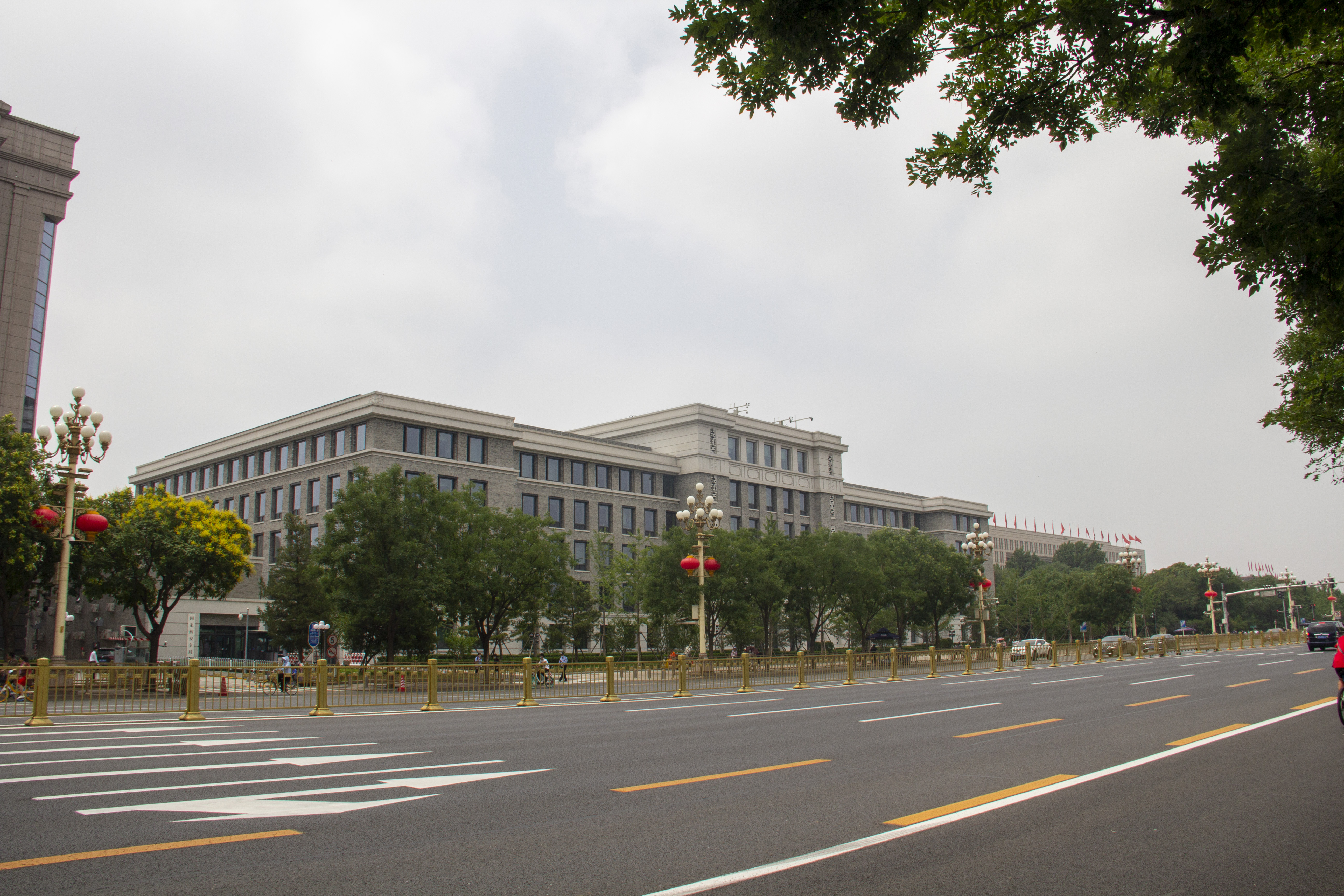
Das Ministerium für Ökologie und Umwelt

Das Ministerium für Ökologie und Umwelt der Volksrepublik China (Chinesisch: 中华人民共和国生态环境部) ist ein Ministerium des Staatsrats der Volksrepublik China. Es hat den Auftrag, Umweltverschmutzung vorzubeugen und zu kontrollieren, Natur und Ökosysteme zu schützen sowie die nukleare Sicherheit zu überwachen. Darüber hinaus finanziert und betreut es relevante Forschungs- und Entwicklungsprogramme.
Der Hauptsitz des Ministeriums befindet sich in der Chang’an-Straße im Stadtbezirk Dongcheng von Peking.

## Geschichte

### Amt für Umweltschutz
Während der Kulturrevolution begann sich in China ein Bewusstsein für Umweltschutz zu entwickeln – zwischen 1970 und 1974 hielt Premierminister Zhou Enlai 31 diesbezügliche Reden. Im Juni 1972 nahm eine chinesische Delegation unter der Leitung von Tang Ke (唐克, 1918–2013), Staatssekretär im Ministerium für brennstoffchemische Industrie (燃料化学工业部), an der Konferenz der Vereinten Nationen über die Umwelt des Menschen in Stockholm teil, die heute als Beginn der internationalen Umweltpolitik gilt. Vom 5. bis 20. August 1973 fand auf Einladung des Staatsrats der Volksrepublik China in Peking die erste nationale Umweltschutzkonferenz statt, in deren Folge beim Staatsrat das „Büro der Führungsgruppe Umweltschutz“ (国务院环境保护领导小组办公室) eingerichtet wurde. Noch 1973 trat diese Dienststelle als Vertreterin Chinas dem Umweltprogramm der Vereinten Nationen bei, womit die Volksrepublik China einer von 58 Staaten des Governing Council dieser Organisation wurde. Die Konferenz vom August 1973 gilt heute als Beginn des staatlichen Umweltschutzes in China.
Mit dem Beginn der Reform- und Öffnungspolitik im Jahr 1978 verlagerte sich der Schwerpunkt der chinesischen Politik hin zu mehr Wirtschaftswachstum; Umweltschutz spielte nur noch eine untergeordnete Rolle. Im Frühjahr 1982 wurde bei den Diskussionen um eine Kabinettsreform zwar vorgeschlagen, ein Ministerium für Umweltschutz zu gründen, die Umweltschützer konnten sich damit jedoch nicht durchsetzen. Stattdessen beschloss der Ständige Ausschuss des Nationalen Volkskongresses am 4. Mai 1982, aus einigen Dienststellen der Nationalen Kommission für Infrastruktur (国家基本建设委员会), dem Nationalen Hauptamt für Städtebau (国家城市建设总局), dem Nationalen Hauptamt für Bauwesen (国家建筑工程总局), dem Nationalen Hauptamt für Topographie und Kartographie (国家测绘总局) und dem Büro der Führungsgruppe Umweltschutz des Staatsrats das „Ministerium für Städtebau und Umweltschutz“ (城乡建设环境保护部) zu bilden. Als eine der Dienststellen dieses Ministeriums wurde das „Amt für Umweltschutz“ (环境保护局) geschaffen, mit einem Personalstand von 321 Personen.
Am 9. April 1988 löste die Vollversammlung des Nationalen Volkskongresses bei einer weiteren Kabinettsreform das Ministerium für Städtebau und Umweltschutz auf und schuf stattdessen das Ministerium für Bauwesen der Volksrepublik China (中华人民共和国建设部). Das Amt für Umweltschutz wurde zum „Nationalen Amt für Umweltschutz“ (国家环境保护局) hochgestuft und dem Staatsrat direkt unterstellt. Es wurde nun von einem Staatssekretär geleitet. Als zehn Jahre später, Anfang 1998, eine weitere Kabinettsreform diskutiert wurde, gab es erneut Forderungen, nun wesentlich lauter als 1982, ein eigenes Umweltschutzministerium zu gründen. Da der Zweck der Reform jedoch eine Reduzierung der Zahl der Ministerien war, konnten sich die Umweltschützer wieder nicht durchsetzen. Stattdessen beschloss der Nationale Volkskongress am 10. März 1998, das Nationale Amt für Umweltschutz zum „Nationalen Hauptamt für Umweltschutz“ (国家环境保护总局) hochzustufen. Das Hauptamt war weiterhin dem Staatsrat unterstellt, hatte nun aber den Status eines Ministeriums. Da das Finanzministerium der Volksrepublik China damals mit verringerten Steuereinnahmen konfrontiert war, wurde der Personalstand der Behörde von 321 auf 200 reduziert.

### Ministerium für Umweltschutz
Ab 2003 begann die Guangdonger Abgeordnete und Ökologin Huang Xihua (黄细花, * 1966) im Nationalen Volkskongress Unterstützung für die Hochstufung des Hauptamts für Umweltschutz zu einem Ministerium zu organisieren. Huang hatte nach ihrem Studienabschluss ab Juli 1991 zunächst als Assistentin an der damaligen Fakultät für Agrarwissenschaften und Umweltschutz der Landwirtschaftlichen Universität Jiangxi gearbeitet, danach ab August 1993 beim Umweltamt der Stadt Huizhou, Provinz Guangdong. Huang Xihua war seit 1987 Mitglied der Kommunistischen Partei Chinas und gut vernetzt.
Auf der letzten Sitzung der 10. Legislaturperiode im März 2007 stellte sie offiziell den Antrag, das Hauptamt für Umweltschutz in ein Ministerium umzuwandeln.
Mittlerweile hatte der Umweltschutz in China an Stellenwert gewonnen. Am 1. September 2003 war das „Gesetz über die Umweltverträglichkeitsprüfung“ (环境影响评价法) in Kraft getreten, und bis Anfang 2005 hatte das Nationale Hauptamt für Umweltschutz 30 gegen dieses Gesetz verstoßende Projekte identifiziert, davon 20 Kohlekraftwerke, 3 Wasserkraftwerke, 3 Hochspannungsleitungen, ein petrochemischer Betrieb, eine Papierfabrik, eine Straße und ein Hochwasserschutzdamm. Dies betraf Investitionen von insgesamt 117,94 Milliarden Yuan. Es wurden Baustopps angeordnet, Planänderungen verlangt und Geldstrafen verhängt. In Anlehnung an den kulturrevolutionären Januarsturm von 1967 (一月风暴) wurde hier von einem „Umweltschutz-Sturm“ (环保风暴) gesprochen.
Bei der Umsetzung der Maßnahmen gab es jedoch Probleme. Unternehmen weigerten sich, ihre Projekte an die gesetzlichen Vorgaben anzupassen, teilweise wurden sie dabei sogar von Lokalregierungen gedeckt. Insbesondere mit der Dachgesellschaft für die Drei-Schluchten-Talsperre (三峡总公司) kam es zu Konflikten, weil diese, wie das Hauptamt für Umweltschutz, den Status eines Ministeriums hatte und ersteres daher als nicht weisungsberechtigt ansah. Um hier klare Verhältnisse zu schaffen, wurde bei der nächsten Kabinettsreform, die der Nationale Volkskongress am 15. März 2008 mit 2744 Ja-Stimmen, 117 Nein-Stimmen und 99 Enthaltungen verabschiedete, das Nationalen Hauptamt für Umweltschutz aufgelöst und an seiner Stelle das „Ministerium für Umweltschutz“ (环境保护部) geschaffen.

### Ministerium für Ökologie und Umwelt
Während 2008 im Prinzip nur der Name der Behörde geändert wurde, um ihr mehr Macht zu verleihen, erhielt das Ministerium mit der vom Nationalen Volkskongress am 17. März 2018 verabschiedeten Kabinettsreform, bei der es in „Ministerium für Ökologie und Umwelt“ (生态环境部) umbenannt wurde, zusätzlich zu seinen alten Aufgaben neue Kompetenzen:

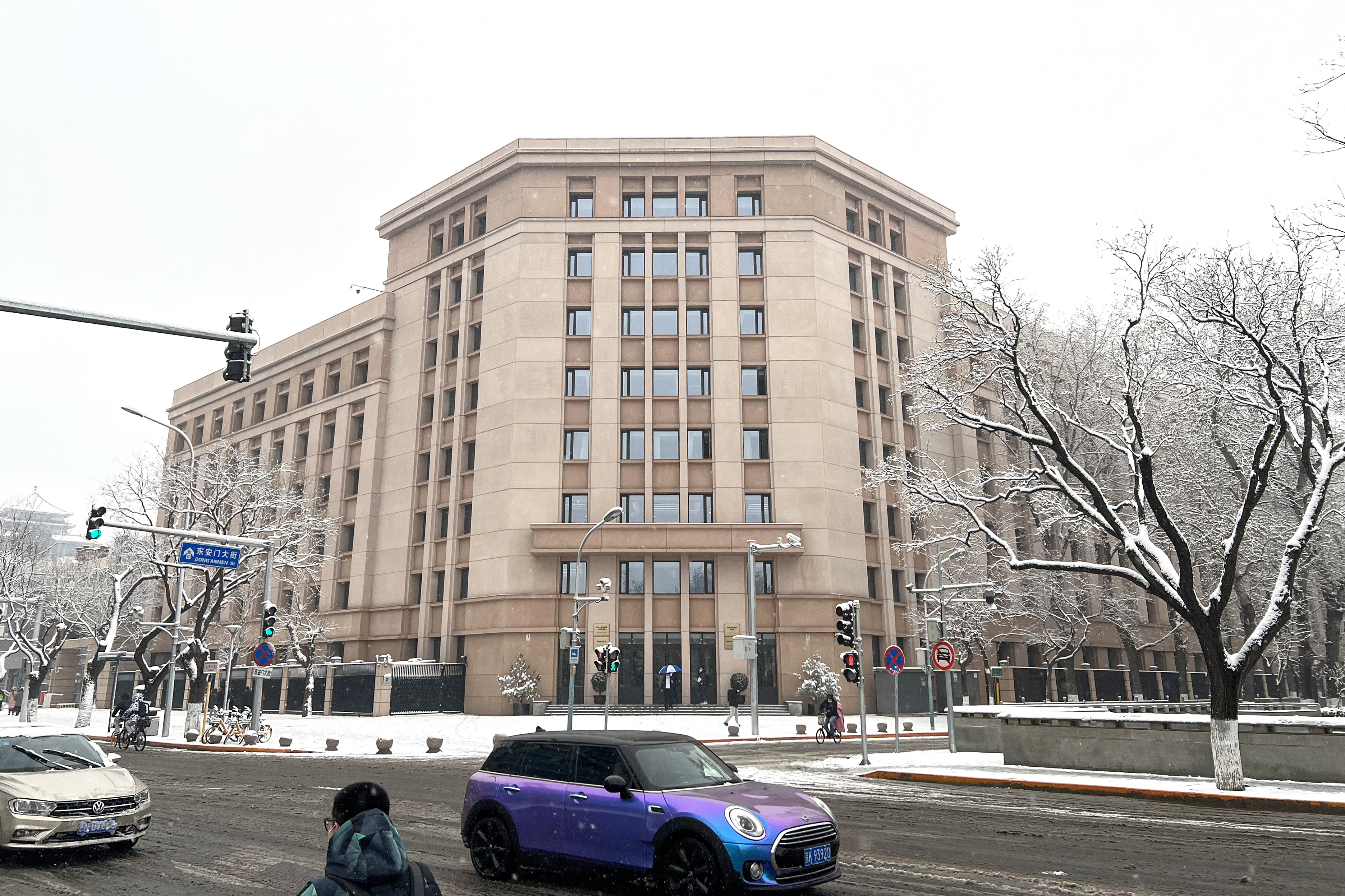
Außenstelle Dong’anmen-Straße

- Die Zuständigkeit für den Kampf gegen den Klimawandel und die Reduzierung des CO2-Ausstoßes wurde von der Staatlichen Kommission für Entwicklung und Reform auf das neue Ministerium übertragen.
- Die Überwachung und Verhinderung der Verschmutzung von Grundwasser wurde vom Ministerium für Bodenressourcen auf das neue Ministerium übertragen.
- Die Ausweisung von Wasserschutzgebieten, Genehmigung von Abwassereinleitung und der Schutz von Einzugsgebieten wurde vom Ministerium für Wasserwirtschaft auf das neue Ministerium übertragen.
- Die Überwachung von und Hilfestellung bei Verschmutzung durch Oberflächenwasser in der Landwirtschaft wurde vom Landwirtschaftsministerium auf das neue Ministerium übertragen.
- Die Zuständigkeit für den maritimen Umweltschutz wurde von der Staatlichen Ozeanverwaltung auf das neue Ministerium übertragen.
- Der Umweltschutz im Bereich des Süd-Nord-Wassertransferprojekts wurde vom Büro der Kommission des Staatsrats für das Süd-Nord-Wassertransferprojekt (国务院南水北调工程建设委员会办公室) auf das neue Ministerium übertragen.[10]

Am 19. Juni 2020 eröffnete das Ministerium in der Dong’anmen-Straße, ebenfalls Stadtbezirk Dongcheng, eine Außenstelle, wo nun die Büros mit Parteienverkehr angesiedelt sind.

## Behördenleiter
|                                      | Name                            | Amtsanfang    | Amtsende      |
| ------------------------------------ | ------------------------------- | ------------- | ------------- |
| Nationales Amt für Umweltschutz      |                                 |               |               |
|                                      | Qu Geping (曲格平, * 1930)      | April 1988    | Juni 1993     |
|                                      | Xie Zhenhua (解振华, * 1949)    | Juni 1993     | März 1998     |
| Nationales Hauptamt für Umweltschutz |                                 |               |               |
|                                      | Xie Zhenhua (解振华, * 1949)    | März 1998     | Dezember 2005 |
|                                      | Zhou Shengxian (周生贤, * 1949) | Dezember 2005 | März 2008     |
| Ministerium für Umweltschutz         |                                 |               |               |
|                                      | Zhou Shengxian (周生贤, * 1949) | März 2008     | Februar 2015  |
|                                      | Chen Jining (陈吉宁, * 1964)    | Februar 2015  | Juni 2017     |
|                                      | Li Ganjie (李干杰, * 1964)      | Juni 2017     | März 2018     |
| Ministerium für Ökologie und Umwelt  |                                 |               |               |
|                                      | Li Ganjie (李干杰, * 1964)      | März 2018     | April 2020    |
|                                      | Huang Runqiu (黄润秋, * 1963)   | April 2020    |               |

## Struktur
Neben der Verwaltung und dem Büro für Durchsetzung von Umweltgesetzen (生态环境执法局) besitzt das Ministerium für Ökologie und Umwelt 16 Fachabteilungen:
- Abteilung für Überwachung von Ökosystemen (生态环境监测司)[13]
- Abteilung für Schutz von natürlichen Ökosystemen (自然生态保护司)[14]
- Abteilung für Meeresökologie und -umwelt (海洋生态环境司)[15]
- Abteilung für aquatische Ökosysteme (水生态环境司)[16]
- Abteilung für Bodenökosysteme (土壤生态环境司)[17]
- Abteilung für feste Abfälle und chemische Produkte (固体废物与化学品司)[18]
- Abteilung für Wissenschaft, Technologie und Finanzwesen (科技与财务司)[19]
- Abteilung für Aufsicht über kerntechnische Anlagen (核设施安全监管司)[20]
- Abteilung für Aufsicht über Atomkraftwerke (核电安全监管司)[21]
- Abteilung für Strahlenschutz und radioaktive Abfälle (辐射源安全监管司)[22]
- Abteilung für Vorschriften und Grenzwerte (法规与标准司)[23]
- Abteilung für Umweltverträglichkeitsprüfung und Emissionsaufsicht (环境影响评价与排放管理司)[24]
- Abteilung für Luft-, Lärm- und Lichtverschmutzung (大气环境司)[25]
- Abteilung für Kampf gegen Klimawandel (应对气候变化司)[26]
- Abteilung für Öffentlichkeitsarbeit und Aufklärung (宣传教育司)[27]
- Abteilung für internationale Zusammenarbeit (国际合作司)[28]

Außerdem besitzt das Ministerium eine Reihe von Regionalbüros:
| Name                                                               | Adresse                        | Zuständigkeit                                                 |
| Inspektion Nordchina 生态环境部华北督察局                          | Stadtbezirk Xicheng, Peking    | Peking, Tianjin, Hebei, Henan, Shanxi, Innere Mongolei        |
| Atomsicherheitsbüro Nordchina 生态环境部华北核与辐射安全监督站     | Stadtbezirk Haidian, Peking    | Peking, Tianjin, Hebei, Henan, Shanxi, Innere Mongolei        |
| Inspektion Ostchina 生态环境部华东督察局                           | Stadtbezirk Jianye, Nanjing    | Shanghai, Jiangsu, Zhejiang, Anhui, Fujian, Jiangxi, Shandong |
| Atomsicherheitsbüro Ostchina 生态环境部华东核与辐射安全监督站      | Stadtbezirk Xuhui, Shanghai    | Shanghai, Jiangsu, Zhejiang, Anhui, Fujian, Jiangxi, Shandong |
| Inspektion Südchina 生态环境部华南督察局                           | Stadtbezirk Huangpu, Guangzhou | Hunan, Hubei, Guangdong, Guangxi, Hainan                      |
| Atomsicherheitsbüro Südchina 生态环境部华南核与辐射安全监督站      | Stadtbezirk Futian, Shenzhen   | Hunan, Hubei, Guangdong, Guangxi, Hainan                      |
| Inspektion Nordwestchina 生态环境部西北督察局                      | Stadtbezirk Yanta, Xi’an       | Shaanxi, Gansu, Qinghai, Ningxia, Xinjiang                    |
| Atomsicherheitsbüro Nordwestchina 生态环境部西北核与辐射安全监督站 | Stadtbezirk Chengguan, Lanzhou | Shaanxi, Gansu, Qinghai, Ningxia, Xinjiang                    |
| Inspektion Südwestchina 生态环境部西南督察局                       | Stadtbezirk Jinjiang, Chengdu  | Chongqing, Sichuan, Guizhou, Yunnan, Tibet                    |
| Atomsicherheitsbüro Südwestchina 生态环境部西南核与辐射安全监督站  | Stadtbezirk Jinjiang, Chengdu  | Chongqing, Sichuan, Guizhou, Yunnan, Tibet                    |
| Inspektion Nordostchina 生态环境部东北督察局                       | Stadtbezirk Heping, Shenyang   | Liaoning, Jilin Heilongjiang                                  |
| Atomsicherheitsbüro Nordostchina 生态环境部东北核与辐射安全监督站  | Stadtbezirk Zhongshan, Dalian  | Liaoning, Jilin Heilongjiang                                  |

## Veröffentlichungen
Das Ministerium für Ökologie und Umwelt gibt, wie schon seine Vorläuferorganisationen, regelmäßig Jahrbücher über die Umweltsituation in China heraus:
- Bericht über den Zustand der Umwelt in China (中国环境状况公报, für die Jahre 1989–2016)
- Bericht über den Zustand von Ökologie und Umwelt in China (中国生态环境状况公报, ab 2017)[35]
- Statistisches Jahrbuch zur Umwelt in China (环境统计年报, für die Jahre 2000–2015)
- Statistisches Jahrbuch zu Ökologie und Umwelt in China (中国生态环境统计年报, ab 2016)[36]
- Bericht über die Umweltqualität in den küstennahen Gewässern Chinas (中国近岸海域环境质量公报, für die Jahre 2001–2017)
- Bericht über den Zustand von Ökologie und Umwelt in den chinesischen Meeren (中国海洋生态环境状况公报, ab 2018)[37]
- Lärmsituation in China (中国噪声环境状况, für die Jahre 2002–2010)
- Bericht über den Schutz vor Umgebungslärm in China (中国环境噪声污染防治报告, für die Jahre 2011–2021)
- Bericht über den Schutz vor Lärmverschmutzung in China (中国噪声污染防治报告, ab 2022)[38]
- Jahresbericht über den Schutz vor Umweltverschmutzung durch feste Abfälle in den großen und mittleren Städten des ganzen Landes (全国大、中城市固体废物污染环境防治年报, ab 2014)[39]
- Jahresbericht über den Schutz vor Verschmutzung durch Kraftfahrzeuge in China (中国机动车污染防治年报, für die Jahre 2010–2015)
- Jahresbericht über Umweltmaßnahmen in Bezug auf Kraftfahrzeuge in China (中国机动车环境管理年报, für die Jahre 2016–2018)
- Jahresbericht über Umweltmaßnahmen in Bezug auf bewegliche Verschmutzungsquellen in China (中国移动源环境管理年报, ab 2019)[40]

Außerdem werden jährlich Berichte über Strahlenbelastung (seit 2000), Bodenqualität (seit 2004) und Ökosysteme (seit 2006) herausgegeben. Über die Qualität des Oberflächenwassers wird monatlich berichtet, über die Wasserqualität an den Badestränden entlang der Küste wöchentlich. Über die Luftqualität in den Städten sowie im gesamten Land wird monatlich berichtet, Vorhersagen zur Luftqualität im gesamten Land werden halbmonatlich veröffentlicht.